# Disa filicornis
Disa filicornis là một loài thực vật có hoa trong họ Lan. Loài này được (L.f.) Thunb. mô tả khoa học đầu tiên năm 1807.